# 지혜의 바다

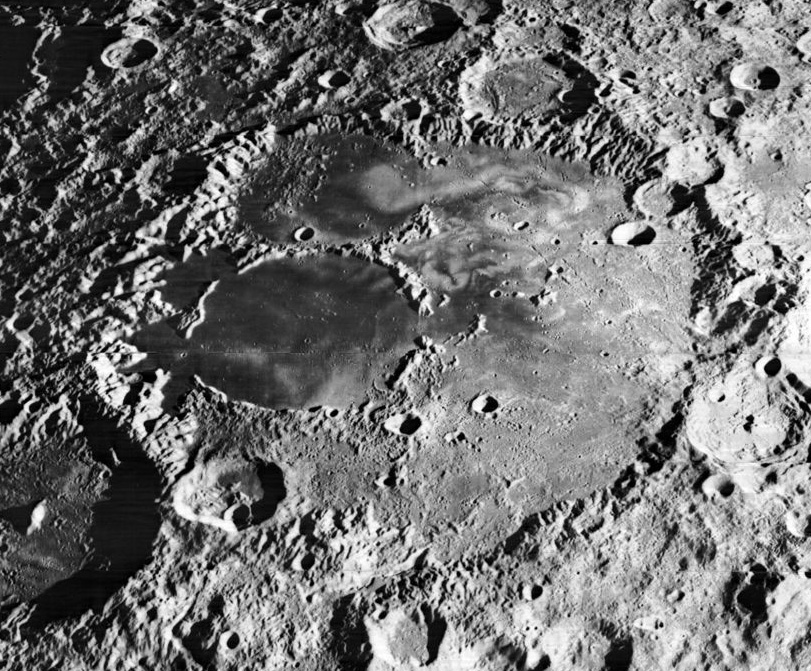
지혜의 바다 사진.

지혜의 바다는 달의 남반구에 있는 달의 바다 중 하나이며, 달의 뒤편에 있다.